# Gymnastiek op de Olympische Zomerspelen 2012 – ringen mannen
De ringen voor de mannen op de Olympische Zomerspelen 2012 in Londen vond plaats op 28 juli (kwalificatie) en op 8 augustus (finale). De Braziliaan Arthur Zanetti won het onderdeel voor de Chinees Chen Yibing die het zilver pakte en de Italiaan Matteo Morandi die het brons won.

## Format
Alle deelnemende turners moesten een kwalificatie-oefening turnen. De beste acht deelnemers gingen door naar de finale. Echter mochten er maximaal twee deelnemers per land in de finale komen. De scores van de kwalificatie werden bij de finale gewist, en alleen de scores die in de finale gehaald werden, telden voor de einduitslag.

## Uitslag

### Finale
- D-score; de moeilijkheidsgraad van de oefening
- E-score; de uitvoeringsscore van de oefening
- Straf; straffen die zijn gegeven door de jury
- Totaal; D-score + E-score - straf geeft de totaalscore

| Rang   | Naam               | Land | D-score | E-score | Straf | Totaal |
| ------ | ------------------ | ---- | ------- | ------- | ----- | ------ |
| Goud   | Arthur Zanetti     | BRA  | 6.800   | 9.100   |       | 15.900 |
| Zilver | Chen Yibing        | CHN  | 6.800   | 9.000   |       | 15.800 |
| Brons  | Matteo Morandi     | ITA  | 6.800   | 8.933   |       | 15.733 |
| 4      | Aleksandr Balandin | RUS  | 6.700   | 8.966   |       | 15.666 |
| 5      | Denis Abljazin     | RUS  | 6.600   | 9.033   |       | 15.633 |
| 6      | Tommy Ramos        | PUR  | 6.800   | 8.800   |       | 15.600 |
| 7      | Yordan Yovchev     | BUL  | 6.600   | 8.508   |       | 15.108 |
| 8      | Federico Molinari  | ARG  | 6.700   | 8.033   |       | 14.733 |